# Order „Zwycięstwo Socjalizmu”
Order „Zwycięstwo Socjalizmu” (rum. Ordinul „Victoria Socialismului”) – wysokie odznaczenie państwowe Socjalistycznej Republiki Rumunii. Order przyznawany był zazwyczaj wraz z tytułem Bohatera Socjalistycznej Republiki Rumunii.

## Historia
Order mógł być przyznany osobom, które wykazały się szczególnymi zasługami w budowie socjalizmu lub w obronie ojczyzny. Jednoklasowe odznaczenie zostało utworzone na mocy Dekretu nr 167 z dnia 6 maja 1971 roku. Liczba nadań orderu od czasu jego ustanowienia do momentu przemian ustrojowych w Rumunii była mała; Nicolae Ceaușescu został nim odznaczony trzykrotnie (w tym raz z tytułem Bohatera).
Odznaczani byli także przywódcy innych państw socjalistycznych, m.in. Gustáv Husák (w styczniu 1988 r.), Leonid Breżniew (w grudniu 1981 r.) i Kim Ir Sen (w kwietniu 1987 r.).
Odznaczonemu przysługiwała jednorazowa nagroda w wysokości 3500 lei oraz pięć dni dodatkowego płatnego urlopu.

## Opis
Order wykonywano w dwóch wersjach. Pierwszą wersją orderu jest pięcioramienna gwiazda wykonana z posrebrzanego brązu lub tombaku (w niektórych przypadkach z czystego srebra lub złota dla wysokich rangą urzędników). Środkowe promienie gwiazdy zdobią złocone kłosy zboża, narożne promienie pokryte są srebrem, gładkie i płaskie, rozszerzające się ku krawędzi. Centrum gwiazdy zajmuje wieniec w kształcie koła zębatego, pokryty czerwoną emalią, wzdłuż wewnętrznej krawędzi którego znajdują się gałązki laurowe, a dolną część przykrywają dwie flagi: po lewej czerwona flaga Rumuńskiej Partii Komunistycznej, a po prawej niebiesko-żółto-czerwona rumuńska flaga narodowa. Wewnątrz wieńca znajduje się medalion w formie przedstawiający emaliowany zarys terytorium Rumunii, na którym umieszczono pochodnię z literą V (z łaciny „Victoria”, czyli „Zwycięstwo”). Rewers orderu jest gładki, wklęsły, wyposażony u góry w poprzeczne zapięcie.
Order drugiego typu był mniejszych rozmiarów, centralne promienie gwiazdy nie były ozdobione kłosami, lecz gładkie lub zdobione drobnymi kamieniami szlachetnymi. Wewnętrzna krawędź wieńca również była ozdobiona kamieniami.